# Robert Lea
Robert "Bobby" Lea (Easton, Maryland, 17 d'octubre de 1983) és un ciclista estatunidenc, professional del 2006 al 2013. Ha combinat la carretera amb la pista on ha obtingut diferents campionats nacionals.

## Palmarès en pista
- 2003
  -  Campió dels Estats Units en Quilòmetre
- 2004
  -  Campió dels Estats Units en Persecució
  -  Campió dels Estats Units en Persecució per equips
- 2005
  -  Campió dels Estats Units en Puntuació
  -  Campió dels Estats Units en Persecució per equips
- 2007
  -  Campió dels Estats Units en Madison (amb Colby Pearce)
- 2009
  -  Campió dels Estats Units en Scratch
- 2010
  -  Campió dels Estats Units en Òmnium
- 2011
  -  Campió dels Estats Units en Persecució
  -  Campió dels Estats Units en Òmnium
- 2012
  - 1r als Campionats Panamericans en Scratch
  -  Campió dels Estats Units en Persecució
  -  Campió dels Estats Units en Puntuació
  -  Campió dels Estats Units en Madison (amb John Simes)
- 2013
  -  Campió dels Estats Units en Persecució
  -  Campió dels Estats Units en Madison (amb John Simes)
- 2014
  - 1r als Campionats Panamericans en Persecució individual
  - 1r als Campionats Panamericans en Madison (amb Jacob Duehring)
  -  Campió dels Estats Units en Persecució
  -  Campió dels Estats Units en Scratch
  -  Campió dels Estats Units en Òmnium
  -  Campió dels Estats Units en Madison (amb John Simes)
- 2015
  - 1r als Campionats Panamericans en Madison (amb Jacob Duehring)
  -  Campió dels Estats Units en Persecució
  -  Campió dels Estats Units en Òmnium
  -  Campió dels Estats Units en Puntuació
- 2016
  -  Campió dels Estats Units en Madison (amb Zachary Kovalcik)
  -  Campió dels Estats Units en Persecució
  -  Campió dels Estats Units en Òmnium
  -  Campió dels Estats Units en Puntuació

## Palmarès en ruta
- 2006
  - 1r al Tour d'Ohio i vencedor de 2 etapes
- 2011
  - Vencedor de 3 etapes al International Cycling Classic